# Graziano Maffioli
Graziano Maffioli (Casale Litta, 23 settembre 1952) è un politico italiano.

## Biografia

### Carriera politica
Alle elezioni politiche del 2001 si candida al Senato della Repubblica nella lista del Biancofiore per la circoscrizione Lombardia, risultando eletto. Viene successivamente riconfermato a Palazzo Madama nel 2006, ove concorre per l'UDC.
Ha ricoperto la carica di sindaco di Casale Litta (dapprima per la DC, poi per il CCD e infine con una lista civica) nel periodo 1990-2004 e poi ancora dal 2011, venendo riconfermato nelle tornate elettorali del 2016 e del 2021.